# Malebolgia

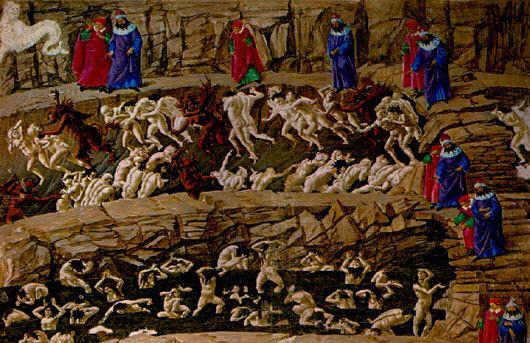
El cant divuitè segons Sandro Botticelli, amb el primer fossat dels alcavots i seductors, i el segon dels aduladors i llagoters

A l'Infern de Dante Alighieri, part de La Divina Comèdia, la Malebolgia o la Malebolge (/mælˈboʊldʒ/) és el vuité cercle de l'Infern. Traduït de l'italià, Malebolge significa "rases malignes". La Malebolge és una gran caverna amb forma d'embut, dividida en deu rases o séquies circulars i concèntriques. Cada rasa és dita bòlgia (bolgia, italià per a "bossa" o "rasa"). Hi ha llargues calçades elevades des de la circumferència exterior fins al seu centre, representades com rajos creuant una roda. Al centre de la Malebolgia es troba el novè i últim cercle de l'Infern.